# Wrightsville (Georgia)
Wrightsville è una città degli Stati Uniti d'America, situata in Georgia, nella Contea di Johnson, della quale è il capoluogo.